# نيك هارفي
نيك هارفي (21 نوفمبر 1973 - ) (بالإنجليزية: Nick Harvey)‏ هو لاعب كريكت بريطاني.